# Valentino Lazaro
Valentino Lando Lazaro, född 24 mars 1996, är en österrikisk fotbollsspelare som spelar för Torino. Sedan 2014 representerar han även Österrikes landslag.
Lazaro har en angolansk far och en grekisk mor.

## Karriär
Den 31 augusti 2021 lånades Lazaro ut av Inter till portugisiska Benfica på ett säsongslån. Den 1 augusti 2022 lånades Lazaro ut till Torino på ett säsongslån med en köpoption. Den 23 augusti 2023 meddelade Torino att de värvat Lazaro på en permanent övergång.